# Graneledone boreopacifica
Graneledone boreopacifica là một loài bạch tuộc. Chiều dài nang 9 cm.
Mẫu vật điển hình được thu thập ở Thái Bình Dương (50 ° N, 151 ° E) và được lưu giữ tại Viện động vật học ở Saint Petersburg, Nga.
Loài này sinh sống ở cả Thái Bình Dương và Đại Tây Dương. Một con cái Graneledone boreopacifica đã được quan sát thấy trong hẻm núi Monterey bởi Viện Nghiên cứu Hải dương Vịnh Monterey, nó ấp trứng của mình trong một thời gian dài kỷ lục 53 tháng, làm cho nó là loài ấp lâu nhất trong giới động vật.